# Avanleden
Avanleden är en allmän färjeled i Norrbotten mellan Avan och Fårhusnäset över Luleälven. Vintertid ersätts färjeleden av en isväg över älven. Under vissa perioder när det är för mycket is för färjan och för lite för isväg är sträckan helt avstängd för biltrafik. Alternativ bilväg är 32 km lång. Älvens bredd vid färjstället är cirka 600 meter.
Färjan som trafikerar leden är den lindragna Theresia som 1999 ersatte Ava Gardner, döpt efter skådespelerskan Ava Gardner. M/S Theresia rymmer 13 personbilar.